# Großsteingrab Risby Vang
Das Großsteingrab Risby Vang ist eine mögliche megalithische Grabanlage der jungsteinzeitlichen Nordgruppe der Trichterbecherkultur im Kirchspiel Tikøb in der dänischen Kommune Helsingør.

## Lage
Das Grab liegt im Norden des Waldgebiets Horserød Hegn im Zwickel zwischen zwei Waldwegen. In der näheren Umgebung gibt bzw. gab es zahlreiche weitere megalithische Grabanlagen.

## Forschungsgeschichte
Die Existenz des Grabes wurde erstmals 2018 registriert.

## Beschreibung
Die Anlage besteht aus acht größeren Steinen, die in einem Halbkreis angeordnet sind, der in Nord-Süd-Richtung 5 m misst. Möglicherweise handelt es sich um die Umfassung einer Hügelschüttung, allerdings sind keine Spuren des Hügels mehr erhalten. Auch eine Grabkammer ist nicht auszumachen.